# شترلو (سیریک)
شترلو (ترکی استانبولی: Şatırlı) یک محله در ترکیه است که در ناحیهٔ سریک، آنتالیا واقع شده است. جمعیت این محله تا سال ۲۰۲۲ برابر با ۱۳۱۳ نفر بوده است.